# Аванеш-хан
Аванеш (Аванек)-хан (д/н—1539/1540) — 6-й хівинський хан у 1526—1538 роках.

## Життєпис
Походив з роду Арабшахів, гілки Шибанідів. Онук Ядгар-хана, володаря Держави кочових узбеків. Син Амінека, що у 1508 році був претендентом натитул хана Ногайської Орди.
1526 року після смерті брата Буджуґа-хана посів трон. Продовжив політику попередника щодо збереження мирних відносин з Персією. Навпаки хівинський хан допомагав персам у протистоянні з Державою Шейбанідів. Невдовзі його син Дін-Мухаммед заманив у пастку мухаммад-Газі-султана, якого через власну образу вбив. У відповідь брат вбитого — Султан Газі-султан — наказав вбити Алі-султана, брата Дін-Мухаммеда і сина Аванеш-хана. Це спричинило відкриту війну. Ханськівійська біля селиша Кумкенд завдали поразки султан Газі-султану, що вті кдо міста Вазир. Невдоіз того було схоплено і разом з 15 родичами страчено. після цього сини Султан Газі-султана — Умар Газі і Шир Газі — з деякими родичами втекли до Держави Шейбанідів. Наслідком цього стало встановлення повної влади Аванеш-хана над північними володіннями, зокрема Мангишлаком і Вазиром.
Десь у середині 1530-х років син хана — Дін-Мухаммад-султан розпочав з шахом Тахмаспом I перемовини щодо поділу кордонів в районі Карадагу і біля Астрабаду. Це стало приводом для Убайдулли-хана, володжаря Держави Шейбанідів, 1538 року почати війну проти Хорезму. Дізнавшись про наближення війська супротивника, сини Амінек-хана — володарі Хіви і Хазараспа залишили свої мамлакати (володіння) і попрямували до Ургенча, де з'єдналися з Аванеш-ханом. Той також не наважився вступити у відкритий бій, тому відступив на північ у степ. Близько 1539/1540 року у битві біля Біят-Кирі Аванеш-хан зазнав поразки й загинув. Боротьбу з Шейбанідами продовжив брат загиблого Кахлан.